# Москва — Кассіопея (фільм)
«Москва — Кассіопея» (рос. «Москва — Кассиопея») — радянський дитячий науково-фантастичний художній фільм, перша частина дилогії (продовження — «Підлітки у Всесвіті»), поставлений режисером Річардом Вікторовим на кіностудії імені Максима Горького за сценарієм Авнера Зака і Ісая Кузнецова. Прем'єра в кінотеатрах СРСР відбулася 23 вересня 1974, на Центральному телебаченні — 7 листопада 1976 року.

## Сюжет
До глядача звертається Виконувач Особливих Обов'язків, запевняючи, що події фільму не просто мають паралелі з реальністю, а навіть точно відбудуться в недалекому майбутньому.
З глибин Всесвіту до Землі надходить радіосигнал розумних істот з системи зірки Шедар (Альфа сузір'я сузір'я Кассіопеї). Проект, запропонований юним винахідником, піонером Вітею Середою, має дозволити земному зорельоту досягти віддаленої планети. Проте політ триватиме п'ять десятиліть за бортовим часом і кілька сотень років за земним, тому екіпаж космічного корабля «ЗАРЯ» (рос. Звездолёт Аннигиляционный Релятивистский Ядерный) повинен складатися з осіб не старше 14-15 років, які по прибуттю ще лишаться дієздатними. Академік Сергій Сергійович Філатов розглядає проект всерйоз і припускає можливість надсвітлових польотів шляхом переходів між складками простору. Він пропонує спосіб пришвидшення польоту корабля, затративши близько 30 років, хоча швидкість світла все одно не подолати. Виступаючи перед ученими, Середа отримує записку та береться знайти її автора, підозрюючи когось із учениць своєї школи. Невдовзі його друг Паша Козелков чує по радіо про підготовку польоту зорельоту «ЗАРЯ» і мріє потрапити до складу екіпажу.
Вітя з Пашею вирушають до Філатова, але розуміють, що кандидатури космонавтів уже відібрано. Вони зустрічають Виконуючого Особливі Обов'язки, який приводить школярів до вчених, які саме обговорюють чи варто було вибирати в політ саме підлітків. Вчені переконуються, що школярі досить розумні й погоджуються відправити обох у політ. До складу екіпажу входять капітан Вітя Середа, Міша Копанигін, Паша Козелков і Варя Кутейщикова. Рідні Олени Кашкіної не дають згоди на її політ, тому її замінюють на Катю Панфьорову.
Перед стартом на кораблі проводиться екскурсія, де хуліган Федя Лобанов демонструє свій винахід — суперклей, який вважає дуже потрібним у експедиції. «ЗАРЯ» покидає Сонячну систему, коли виявляється, що Лобанов лишився на борту, приклеївшись власним клеєм. Його доводиться включити в екіпаж. Лобанов випадково опиняється в контейнері для сміття. Вітя виходить у відкритий космос, щоб повернути його, попри загрозу спалаху на найближчій зорі.
Отямившись, Федя бачить одну з піддослідних мишей, яких, як виявляється, боїться. Тікаючи від миші, він випадково сідає на пульт керування польотом, що спричиняє невідомий науці ефект — перевищення швидкості світла. Від перевантажень підлітки втрачають свідомість, на Землі втрачають сигнал корабля.
Капітан з останніх сил вмикає гальмування і швидкість польоту повертається до норми. На зв'язок виходить Філатов і повідомляє, що на Землі минуло 27 років. Керівник Лабораторії наддалекого зв'язку, Міла Окорокова, розповідає, що це вона написала Віті записку і його політ спонукав її зайнятися астрофізикою. Вона встигає пояснити сенс сигналу з Шедара — це прохання про допомогу, та зв'язок зникає. Підлітки приходять до згоди, що Лобанова варто взяти в команду, хоч він і створює проблеми, і продовжити виконання місії.

## У ролях
- Інокентій Смоктуновський — Виконувач Особливі Обов'язки
- Василь Меркур'єв — Благовідов Микола Кирилович, академік
- Лев Дуров — академік Філатов Сергій Сергійович
- Юрій Медведєв — академік Огонь-Дугановський Василь Аністіфоровіч
- Петро Меркур'єв — академік Курочкін Олександр Іванович
- Михайло Єршов — Вітя Середа, командир зорельота «ЗАРЯ»
- Саша Григор'єв — Паша Козелков
- Володя Савін — Міша Копанигін
- Володя Басов — Федя Лобанов
- Оля Битюкова — Варя Кутейщикова
- Надя Овчарова — Юля Сорокіна
- Іра Попова — Катя Панфьорова
- Анатолій Адоскін — Кіндрат Пантелеймонович, батько Паші Козелкова
- Володимир Золотарьов — академік
- Валентина Куценко — журналістка
- Артем Карапетян — академік
- Аня Вікторова — Міла Окорокова, однокласниця головних героїв
- Раїса Рязанова — доросла Міла (Людмила) Окорокова, керівник лабораторії
- Світлана Радченко — вчителька
- Юрій Пучінін — піонервожатий
- Надія Семенцова — Надія Філатова, астроном
- Наталя Фатєєва — Антоніна Олексіївна, мати Паші Козелкова
- Микола Фигуровский — журналіст
- Михайло Янушкевич — французький журналіст
- Коля Вікторов — школяр Іванов
- Наташа Стриженова — Льоля Козелкова, сестра Паші

## Виробництво
Спочатку існував єдиний сценарій, без поділу на два фільми, але коли об'єм знятого матеріалу перевищив стандартний хронометраж радянського фільму, з Держкіно СРСР було отримано дозвіл зняти два: «Москва — Кассіопея» і «Підлітки у Всесвіті». На знімальному процесі це ніяк не позначилося, внаслідок чого в другому фільмі в деяких епізодах діти виглядають молодшими, ніж у першому.

## Нагороди фільму
- Премія за найкращий фільм для дітей на Всесоюзному Кінофестивалі — Баку, 1974.
- Спеціальна премія на Міжнародному Кінофестивалі науково-фантастичних фільмів — Трієст, 1975.
- Срібний приз на Міжнародному кінофестивалі (у розділі фільмів для дітей) — Москва, 1975.
- Премія «Платеро» на Міжнародному Кінофестивалі для дітей та юнацтва — Хіхон, 1975.
- Диплом Міжнародного технічного конкурсу фільмів у рамках конгресу УНІАТЕК — Москва, 1976.
- Державна премія РРФСР імені братів Васильєвих — 1977.